# Marc'Antonio Pasqualini
Pour les articles homonymes, voir Pasqualini.
Répertoire
Aristée (Orphée)
Marc'Antonio Pasqualini, (aussi cité sous Marcantonio Pasqualino), dit Streviglio, (né le 25 avril 1614 à Rome et mort dans cette même ville le 3 juillet 1691) est un castrat chanteur d’opéra italien, ainsi  qu'un occasionnel compositeur.

## Biographie

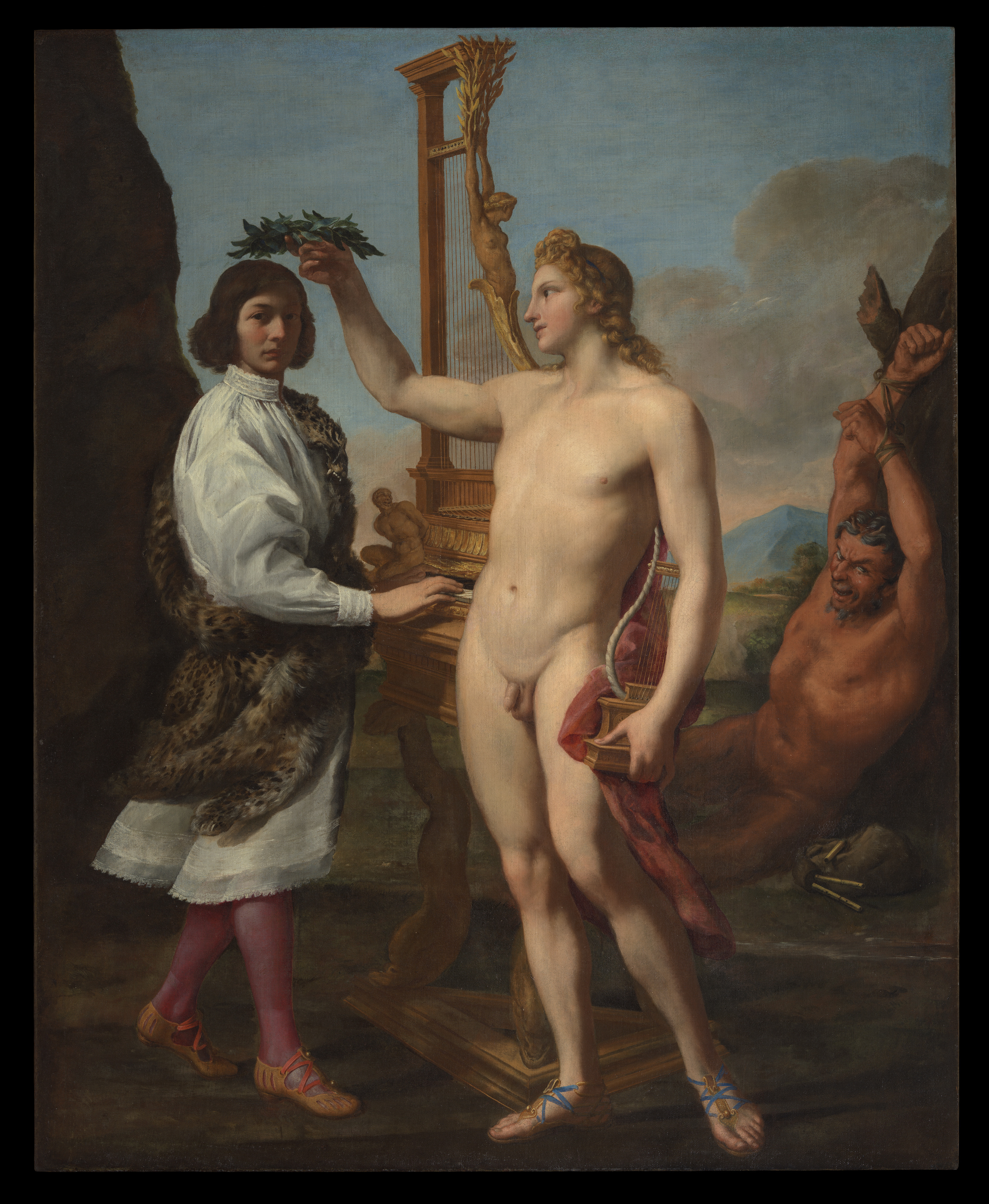
Marcantonio Pasqualini couronné par Apollon (1641) par Andrea Sacchi

Enfant prodige, Marc'Antonio Pasqualini fut admis en août 1623, soit à l'âge de neuf ans déjà, comme chanteur au sein de la Chapelle San Luigi dei Francesi à Rome, où il étudia en même temps auprès de Vincenzo Ugolini.
En 1629 il passe au service du Cardinal Antonio Barberini en tant que sopraniste à la chapelle pontificale. Barberini reconnaît ses talents et fort de cet appui Pasquilini est admis le 31 décembre 1630 à la prestigieuse Chapelle Sixtine de Rome.
En 1655 il est nommé maître de chapelle (maestro di cappella), mais il renonce finalement à ses fonctions dès 1659.
En 1647, il participe à Paris à la création de l’opéra Orfeo du compositeur Luigi Rossi (env. 1597 - 1653) dans le rôle d’Aristée.
Le Metropolitan Museum of Art de New York abrite un portrait de Pasqualini peint en 1641 par Andrea Sacchi (Rome, 1599 - 1661) sur lequel le célèbre interprète est représenté couronné par Apollon, figurant ainsi une allégorie à la musique.